# Marienplatz (München)
De Marienplatz is het centrale plein van de Altstadt van de Beierse hoofdstad München. 

## Geschiedenis
Sinds de stichting van München in 1158 door Hendrik de Leeuw is de Marienplatz het hart van de stad. Aanvankelijk werd het plein gewoon markt genoemd. In 1638 liet keurvorst Maximiliaan I ter ere van de Zweedse bevrijding in de Dertigjarige Oorlog een zuil met daarop een Mariabeeld plaatsen. Op 9 oktober 1854 werd de naam officieel Marienplatz. Tussen 1867 en 1909 werd het nieuwe raadhuis op het plein gebouwd. Tijdens de Tweede Wereldoorlog ontsnapte ook München niet aan de bombardementen en werd het plein deels verwoest. Niet alle herenhuizen werden nadien weer heropgebouwd. Sinds 1972 is het een voetgangerszone. Onder meer staat er het beeld 'Julia' van Romeo en Julia.
Onder het plein ligt het gelijknamig metrostation. Het werd ingehuldigd op 19 oktober 1971 en wordt bediend door de lijnen U3 en U6 van de metro van München.

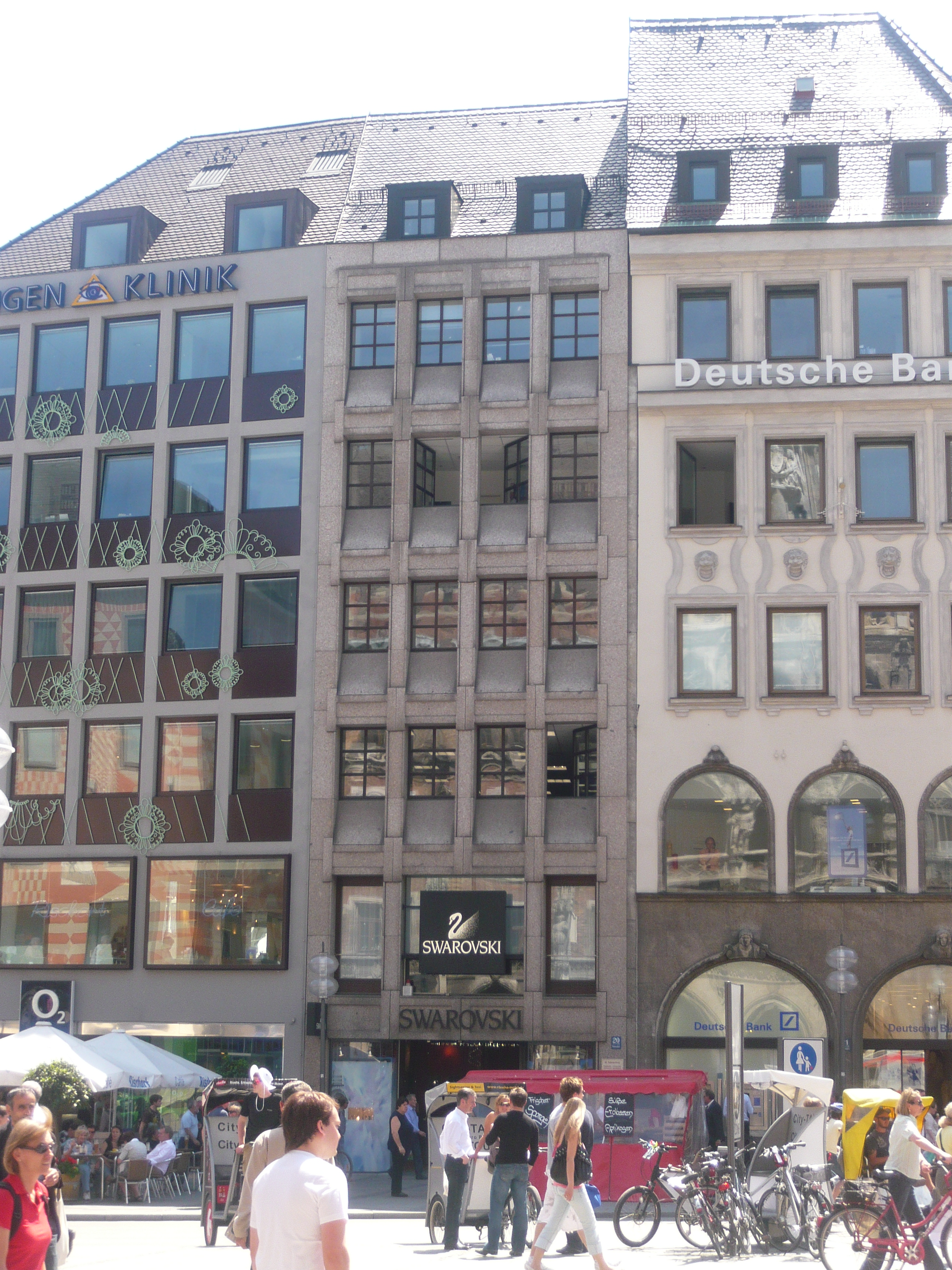
Swarovski aan de Marienplatz